# معبد هيرا (سيلينونتي)
معبد هيرا، هو معبد يوناني قديم موجود في مكان اسمه سيلينونتي بجزيرة صقلية في إيطاليا. هذا المعبد مبني على الطراز الدوري، وهو نوع معين من البناء اليوناني القديم.

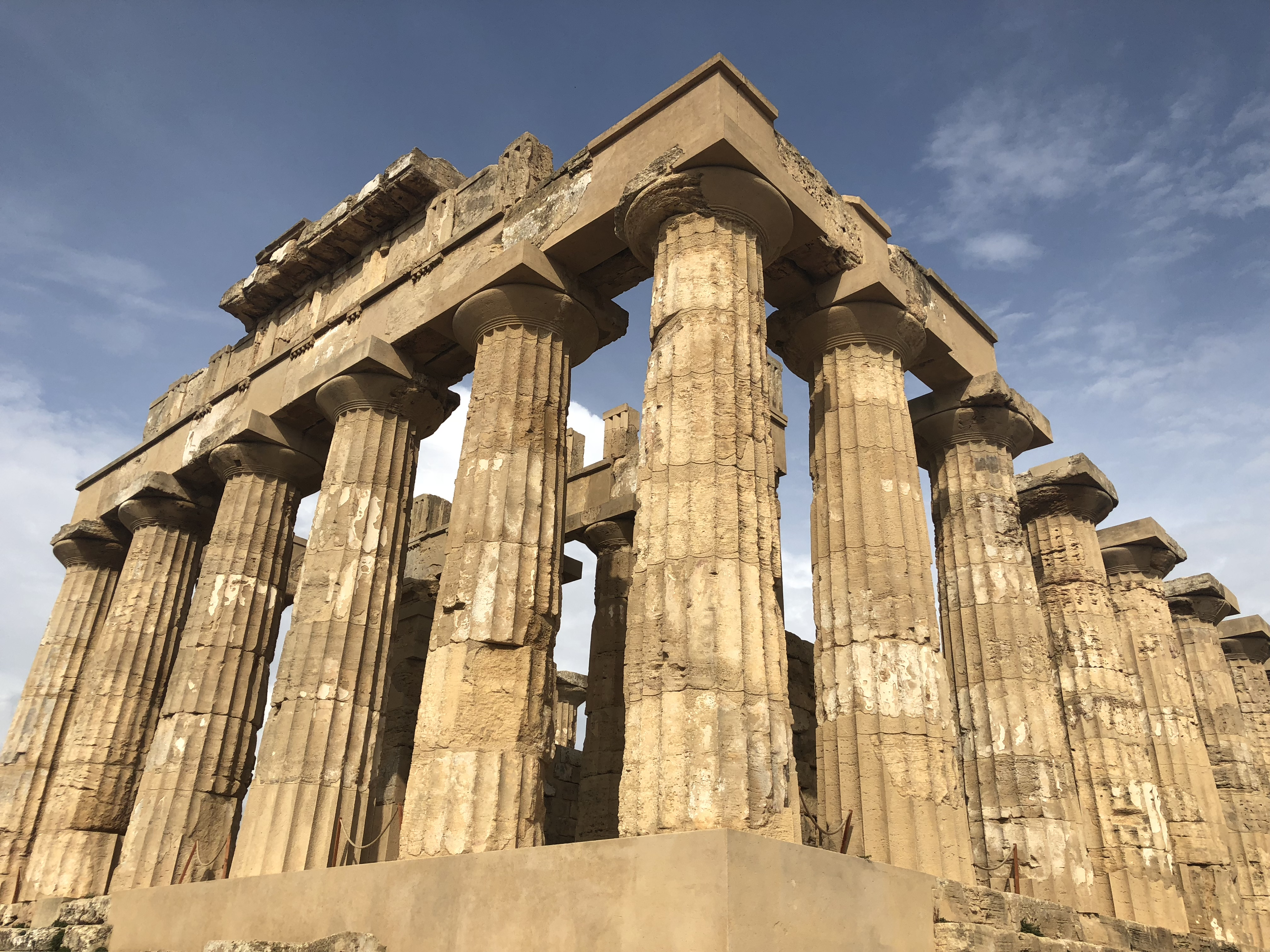
معبد هيرا في سيلينوس (صقلية)

بُني هذا المعبد في الفترة ما بين 450 و500 قبل الميلاد، وقد أقيم فوق آثار مبانٍ أقدم كانت موجودة في نفس المكان. يُعتبر هذا المعبد الأفضل حفظًا في سيلينونتي، حتى لو أن شكله الحالي جاء بعد عملية إعادة بناء كبيرة حدثت عام 1959 (وقد اثارات بعض النقاش). خُصص المعبد للإلهة هيرا، وهو موجود على التل الذي يقع شرق المدينة القديمة.

## تصميم المعبد
المعبد محاط بأعمدة من كل الجوانب. تصميمه يمزج بين الطراز الدوري القديم والطراز الكلاسيكي الجديد. يحتوي على ستة أعمدة من الأمام وخمسة عشر عمودًا على الجانبين الطويلين، مما يجعله طويلاً بشكل غير معتاد.
من الداخل، يتكون المعبد من عدة أجزاء:
1. الناوس: وهي القاعة الرئيسية للمعبد، وكانت ضيقة بعض الشيء ولا تحتوي على أعمدة داخلية.
2. البروناون: المدخل الأمامي للمعبد.
3. الأديتون: غرفة خاصة ذات أرضية مرتفعة.
4. الأوبيستودوموس: رواق خلفي.

المصممون القدماء استخدموا خدعًا بصرية لجعل المعبد يبدو أجمل. مثلاً، الأعمدة ليست مستقيمة تمامًا بل تتناقص في سمكها للأعلى، وهناك تعديلات صغيرة في الزوايا لجعل المعبد يبدو متناسقًا أكثر عند النظر إليه.

## المنحوتات (الميتوبات)
يوجد في الجزء العلوي من المعبد (التي تسمى "الإفريز") ألواح منحوتة عليها صور، يعود تاريخها إلى حوالي 470 قبل الميلاد. هذه المنحوتات تظهر كيف تطور الفن اليوناني نحو النمط الكلاسيكي.
من أبرز المنحوتات الموجودة هناك، صور لـزيوس وهيرا: وهما إلهان مهمان في الأساطير اليونانية.
وأرتميس وأكتيون: قصة أسطورية أخرى.